# Bautzeni kocsi

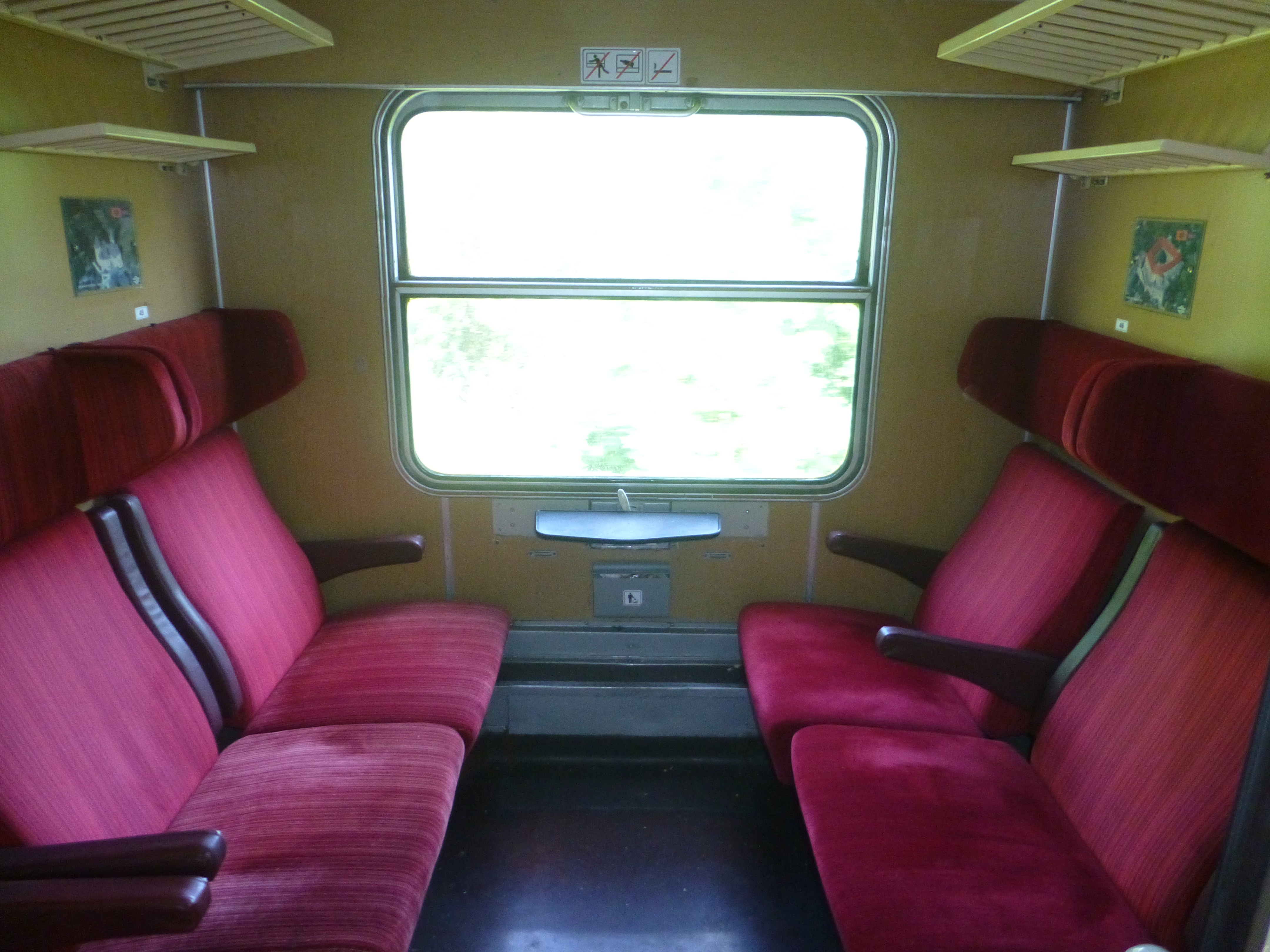
Egy első osztályú kocsi utastere

Az ún. Bautzeni kocsisorozat a MÁV 1970-es évek végén és az 1980-as évek elején az NDK-ból beszerzett kocsijait jelenti. A sorozatba első-, másod és vegyes osztályú, illetve étkezőkocsik tartoztak. A bautzeni sorozat tagjai az 1980-as évektől futottak a MÁV nemzetközi vonataiban. A sorozatból a 2020-as évekre csak kis darabszám maradt forgalomban.

## A sorozat születése

### Bautzeni kocsik az európai vasutaknál
A bautzeni járműgyár az 1970-es évek közepén kezdte meg az UIC-Y szabvány szerinti személykocsik gyártását. Az első gyorsvonati forgalomra szánt bautzeni kocsi prototípusát, egy vegyesosztályú ABme kocsit az 1975-ös Lipcsei Tavaszi Vásáron mutatták be. A kocsi Görlitz VI típusú forgóvázakon futott. Az ablakok kézzel nyitható félablakok voltak, az ajtók szintén kézzel működtethető ízelt szerkezetek voltak, amelyek nyitáskor félig kifelé, félig a jármű belterébe nyíltak. Az első- és másodosztály közötti jelentősnek mondható komfortkülönbség volt. A fülkés elrendezésű kocsi első osztályú fülkéinek szélessége 236 centiméter volt, a másodosztályon csak 188,5 centiméter. Az első osztályú kocsikban az ablakok szélesebbek, az ülések pedig kárpitozottak voltak, ezzel szemben a másodosztályra csak keskenyebb ablakok és műbőr ülések jutottak. A kocsifűtés berendezéseit a padlóba építették be, ez pedig lehetővé tette a kocsi magasságának csökkentését. A prototípus kocsit természetesen a megrendelők igényeinek megfelelő berendezéssel szállították, így már a tervezéskor ügyeltek arra, hogy a kocsiszekrény lényeges átszabása nélkül kialakítható legyen első- és másodosztályú személykocsi, fekvőhelyes és hálókocsi, illetve étkezőkocsi is.
Az NDK államvasútja kezdetben nem mutatott nagy érdeklődést a bautzeni gyár terméke iránt, így annak a KGST más országaiban próbált megrendelőt szerezni a gyár. 
- A legnagyobb megrendelő Csehszlovákia volt, 1976-ot követően az ország 2300 különböző kiszerelésű vasúti személykocsit vásárolt Bautzenből amelyek 1990-re a csehszlovák vasút személykocsi állományának zömét adták. (Termes InterCity kocsivá átépítve Csehország és Szlovákia vasútvonalain változatlanul közlekednek.)
- 1984-ben a keletnémet vasúti vendéglátó, a Mitropa számára értékesítettek 26 étkezőkocsit, amelyek később Kelet-Németország belföldi és nemzetközi vonataiban futottak.
- Lengyelországba 1989-től 1991-ig 126 egység elsőosztályú, másodosztályú és étkezőkocsit értékesítettek a lengyel államvasút számára.
- 1985-ben a a keletnémet államvasút változatlan kocsiszekrénnyel, ám fülkék nélküli kivitelben rendelt 10 darab különböző osztályú kocsit. A korábbinál jelentősen komfortosabb kocsikból a DR 500 darab megrendelését tervezte, ám az NDK összeomlása miatt ez az üzlet elmaradt. Az elkészült kocsik egy ideig a Berlin és Prága között közlekedő Progress vonatban futottak, később átalakították őket a CityNightLine  éjszakai vonatai számára.
- 1990-ben 3 étkezőkocsi, illetve kis számú fekvőhelyes kocsi készült a jugoszláv államvasút számára.
- 1992-ben 19 darab első és, másodosztályú, termes elrendezésű kocsit, illetve 14 fekvőhelyes kocsit építettek a görög OSE számára.

### Bautzeni kocsik a MÁV-nál
A keletnémet kocsik iránt érdeklődő egyik fél a Magyar Államvasutak volt, amely frissíteni kívánta nemzetközi kocsiállományát. A győri Rába gyár, amely korábban a vasutat távolsági személykocsikkal látta el, új feladatot kapott, így a gyorsvonati kocsik beszerzését külföldről kellett megoldani. Az ötödik ötéves tervben a magyar kormány 170 keletnémet vasúti kocsi beszerzését hagyta jóvá, ebből 150-et a bautzeni gyár készített el.
1978-ban a rendelés első csomagjaként harminc darab másodosztályú fekvőhelyes kocsi érkezett a MÁV-hoz. Az első fekvőhelyes kocsit 1978. november 28-án Günter Steinbogn, a gyár műszaki igazgatója adta át a magyar vasút képviselőinek a Keleti pályaudvaron. A kocsikat a MÁV a kelet-európai járatok járműállományának frissítésére, a szolgáltatás színvonalának növelésére használta fel. Bautzeni kocsik futottak a Budapest–Berlin, a Budapest–Bukarest, illetve a Budapest–Varsó vonalon közlekedő éjszakai vonatokban.
1981 folyamán érkeztek Magyarországra a rendelés első és másodosztályú kocsijai, összesen kilencven darab. A kocsik 160 km/h-s sebességre voltak képesek. A MÁV a belföldi távolsági járatok mellett a nemzetközi hálózatban is bevetette a járműveket, főként a szocialista országok felé induló vonatokon. Szintén 1981-ben szállította a gyár a MÁV által megrendelt 30 étkezőkocsit, amelyek közül 10-et a nemzetközi, 20-at pedig a belföldi szolgálatra készítettek fel.
Az Magyarországra 1988-tól kezdve kiterjedő EuroCity forgalomra a rendszerváltást követően, MÁV újabb, korszerűbb járműveket szerzett be (például: CAF), így a bautzeni kocsik az 1990-évek elejétől kiszorultak a Nyugat-Európai nemzetközi járatokról. A kelet-európai országok felé induló vonatokban a járművek továbbra is komfortosnak, és a helyi járműveknél jobb állapotúnak számítottak.
Szintén az 1990-es évek változása volt a RoLa szolgáltatás elindulása. A MÁV nagy reményeket fűzött a Kiskundorozsma és az ausztriai Wels között közlekedő kamionszállító vonatokhoz. A MÁV a Dunakeszi Járműjavítóban 1995-től több Bc kocsit is átépített kísérőkocsivá, amelyeken a teherautók vezetőit szállították. A kocsikat szürkére festették, jellegzetes harántirányú zöld sávval, az új jelük 89-10 BSc lett. A kísérőkocsik 2008-ig, a MÁV Cargo eladásáig futottak a Ro-La vonatokban, ezután leállították őket, a 2010-es években pedig a még megmaradtakat selejtezték. A MÁV közszolgáltatásában maradt fekvőhelyes kocsik egészen 2021-ig közlekedtek a tengerparti vonatokban.
Az ezredforduló idején az étkezőkocsik, a fekvőhelyes és hálókocsik a Keleti pályaudvaron maradtak, az ülőhelyes kocsiknak pedig Békéscsaba lett a honállomása. A diszkont légitársaságok 2003 óta megnövekedett aránya miatt lerövidült, illetve megszűnt nemzetközi viszonylatok, majd a 2008-as menetrendváltástól kezdve Magyarországra is bejáró Railjet vonatok következményeként átalakuló nemzetközi vasúti szolgáltatás lehetővé tette több EuroCity járat indítását erdélyi célállomások irányába. A beutzeni kocsik jellemzően a Dél-Alföldi, belföldi járatokra szorultak vissza.
A sorozat személykocsijai a 2010-es évekre már megfogyatkozván a szezonális szegmensbe szorultak. A 2010-es években másodosztályúvá lefokozott első osztályú bautzeni kocsikat adott a MÁV a Burgaszba (Nessebar), Várnába (Albena), Koperbe (Istria) és Splitbe induló éjszakai gyorsvonatokba. A 2020-as évek elejére a bautzeni sorozat elöregedett és korszerűtlennek számított. A lejáró fővizsgákat a MÁV-Start már nem hosszabbította meg. Az utolsó MÁV-os ülőhelyes bautzeni kocsikat a 2020-as évek első éveiben vonta ki a forgalomból.
Jelenleg a Bautzeni sorozatból már csak 1 db A típusú 1.osztályú és 1 db B típusú 2.osztályú személykocsi üzemel Békéscsaba környékén.[mikor?]

### Bautzeni kocsik más társaságoknál
A MÁV és későbbi személyszállító vállalata az évtizedek során többször is adott át kocsikat üzemeltetésre leányvállalatának, a MÁV-Nosztalgia Kft-nek. A kocsikat az átadás után átalakították az idegenforgalmi felhasználás céljára. A változás leglátványosabb része a kocsik külső festésének megváltoztatása volt, az étkezőkocsik királykék-fehér flottaszínt kapták. A MÁV-Nosztalgia Kft. flottájában összesen négy étkezőkocsi került. 
A MÁV Rail Tours részére adták át a 029-es étkezőkocsit, amely az eredeti flottaszíneit megtartva futott a vállalkozás vonataiban.

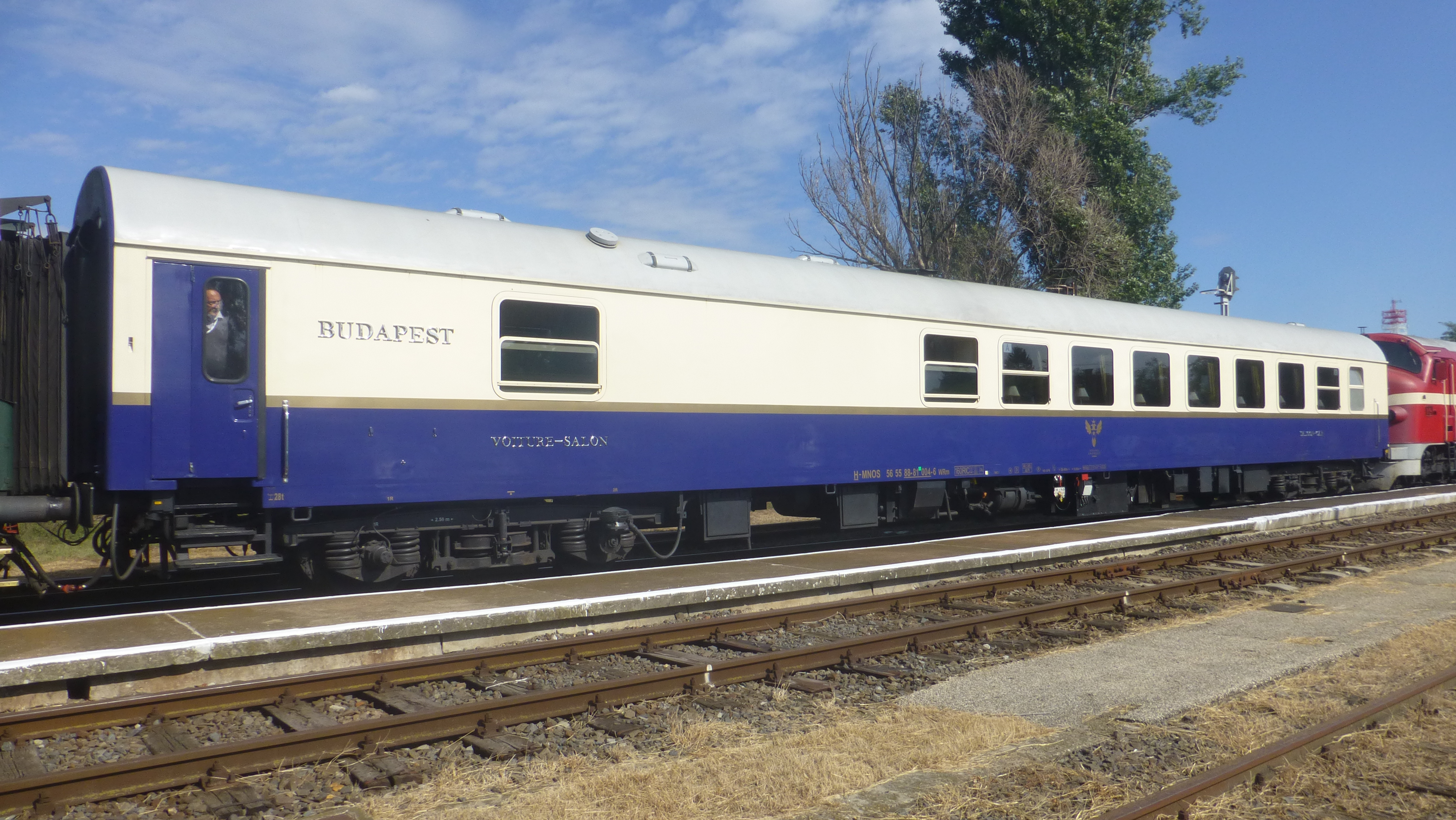
A MÁV-Nosztalgia étkezőkocsija
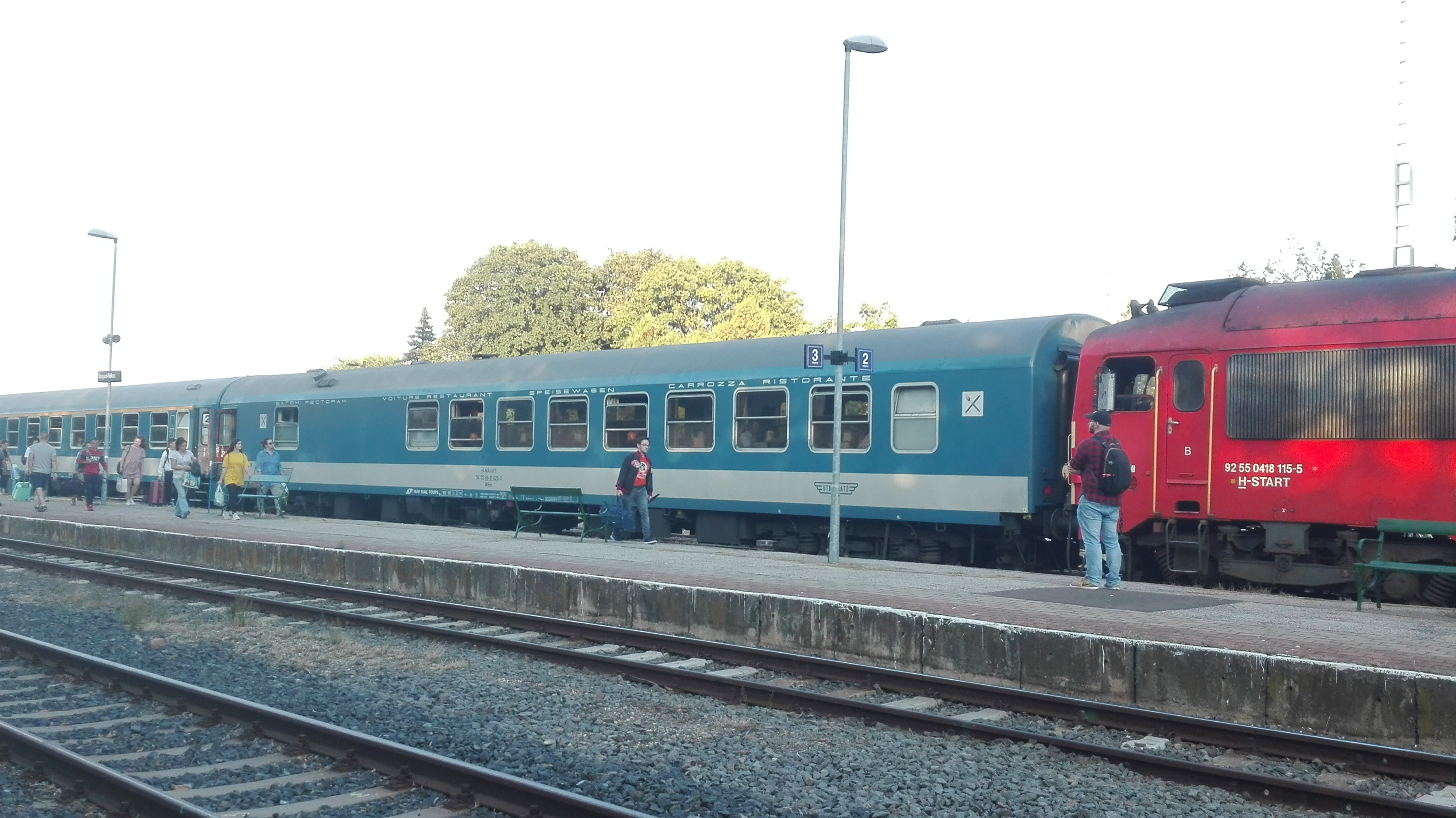
A MÁV Rail Tours étkezőkocsija

## Műszaki jellemzők
| Kocsi jellege                        | UIC pályaszámok | Sorozatjel | Gyártás ideje | Mennyiség | Sebesség | Sajátos jellemzők                                                  | fénykép |
| ------------------------------------ | --------------- | ---------- | ------------- | --------- | -------- | ------------------------------------------------------------------ | ------- |
| Fekvőhelyes (2. osztályú nemzetközi) | 59-41 000-029   | Bc         | 1977–1978     | 30 db     | 160 km/h |                                                                    |         |
| 1. osztályú                          | 19-80 000-019   | A          | 1980–1981     | 20 db     | 140 km/h | 54 első osztályú ülőhely 2 mellékhelység                           |         |
| 2. osztályú                          | 20-80 000-034   | B          | 1980–1981     | 35 db     | 140 km/h | 60 másodosztályú ülőhely 2 mellékhelyiség                          |         |
| 1. és 2. osztályú                    | 39-80 000-034   | AB         | 1980–1981     | 35 db     | 140 km/h | 24 első osztályú ülőhely 30 másodosztályú ülőhely 2 mellékhelyiség |         |
| Étkezőkocsi                          | 88-81 000-029   | WRm        | 1980–1981     | 30 db     | 160 km/h | étkezőkocsi                                                        |         |

## Balesetek
- 1984-ben az 59-41 027-6 számú fekvőhelyes kocsi Csehszlovákiában (vélhetően a csehszlovák vasút hibájából) teljesen kiégett. A csehszlovák fél kártérítésként a saját tulajdonában álló, ám a megsemmisülttel azonos felépítésű 51 54 59-41 152-3 pályaszámú kocsiját átadta a MÁV-nak. A magyar vasút számára átadott kocsi volt a sorozat legfiatalabb darabja; 1984-ben hagyta el a bautzeni gyárat.
- 2013. december 31-én a 20-80 028 számú, Lőkösházáról Budapestre közlekedő másodosztályú kocsi egyik fülkéjében a jegyvizsgáló Békéscsaba után tüzet észlelt. A Muronyban megállított kocsi kiégett. A Közlekedésbiztonsági Szervezet vizsgálóbizottsága szerint a tüzet a kocsik fűtőrendszerének túlhevülése, a rendszerben felgyülemlett por okozta, amely elérte az ülések fából készült alkatrészeit is.[4] A teljesen elégett járművet selejtezni kellett.[5]